# Лазаревич Кирило Олександрович
Лазаре́вич Кирило Олександрович (нар. 15.03.1982 року) — український кінооператор, фотограф, військовослужбовець. 

## Життєпис
Народився 15 березня 1982 року у місті Цілиноград (Казахська РСР). У 1999 році закінчив Київський військовий ліцей ім. І.Богуна, навчався у Національній академії сухопутних військ імені гетьмана Петра Сагайдачного. У 2002 році вирішив закінчити кар'єру військового і почав працювати на телебаченні. Перша посада — декоратор-освітлювач на телеканалі КТК. Того ж року став телеоператором. Працював на українських телеканалах М1, ТВі, Еспресо TV. З 2014 року — головний телеоператор програми журналістських розслідувань Схеми: корупція в деталях (проєкт Радіо Свобода на телеканалі UA:Перший).
У 2012 році почав знімати кіно. Працював із режисерами Олександром Шапіро, Корнієм Грицюком, Дашею Черніною та іншими.
Одружений, виховує двох доньок.
У вересні 2023 року приєднався до лав Збройних сил України та проходить службу на посаді штаб-сержанта 3-ї категорії відділення комунікацій у 95 окремій десантно-штурмовій Поліській бригаді.

## Перешкоджання роботі
У жовтні 2015 року під час зйомок сюжету про дорогі автомобілі працівників Служби безпеки України, що не відповідають їхнім офіційним доходам, на знімальну групу «Схем» у складі Михайла Ткача й Кирила Лазаревича скоїли напад співробітники СБУ.
Під час затримання, як свідчать записи відеокамер, вони застосували силу до знімальної групи, відібрали і пошкодили техніку. Пізніше за фактом перешкоджання співробітниками СБУ законній професійній діяльності журналістів було відкрито кримінальне провадження.
У листопаді 2018-го суд вчетверте повернув матеріали кримінального провадження до Військової прокуратури Київського гарнізону, де тричі закривали справу за фактом перешкоджання роботі журналістів співробітниками СБУ.

## Фільмографія
«Іподром» (2014 рік)
Future In The Past (2016 рік)
«2020. Безлюдна країна» (2018 рік)
«Поїзд Київ-війна» (2020 рік)
«Худс» (2021 рік)

## Відзнаки
2018 рік — номінант за версією Української кіноакадемії на кращу операторську роботу. 
2021 рік — отримав Кришталеву Київську кінопремію за найкращу операторську роботу у документальному фільмі (Київський МКФ КІНОЛІТОПИС, Україна).
2024 рік — Головнокомандувач ЗСУ Олександр Сирський нагородив відзнакою «За сумлінну службу».

## Фотовиставки
«Український Донбас. Буденність війни» (2024).